# Rances (Szwajcaria)
Rances – miejscowość i gmina (commune) w zachodniej Szwajcarii, w kantonie Vaud, w okręgu (district) Jura-Nord vaudois. Leży nad rzeką Mujon.  

## Demografia
W Rances mieszka 521 osób. W 2021 roku 13,6% populacji gminy stanowiły osoby urodzone poza Szwajcarią.